# Mitogen
Un mitogen és una substància química que en una cèl·lula fomenta la divisió cel·lular, provocant la mitosi. Un mitogen sol ser una proteïna. La mitogènesi és la inducció (desencadenant) de la mitosi, normalment a través d'un mitogen, la proteïna-cinasa activada per mitogen (MAPK) està implicada en les vies de transducció de senyals que desencadenen la mitosi.

## Càncer
Els mitògens són importants en la investigació del càncer a causa dels seus efectes en el cicle cel·lular. El càncer es defineix, en part, per la manca o fracàs de control del cicle cel·lular. Els mitògens poden contribuir-hi fent que el cicle de la cèl·lula avanci quan ha de ser previngut per algun mecanisme. En cèl·lules normals, condicions com aquesta serien corregides per mecanismes dissenyats per prevenir el creixement incontrolat de les cèl·lules i provocarien una apoptosi si la cèl·lula no pogués reparar el dany. En les cèl·lules canceroses la capacitat de la cèl·lula per controlar el seu propi creixement s'impedeix i els mecanismes externs dissenyats per eliminar cèl·lules anormals no funcionen. Un sistema especialment important en la proliferació de càncers és la proteïna-cinasa activada per mitogen, o el sistema MAPK. Aquestes proteïnes tenen funcions que no estan relacionades amb la mitogènesi, però poden ser desencadenades per mitògens i controlar el cicle cel·lular. Les proteïnes MAPK són capaces de controlar el cicle cel·lular, ja sigui per prevenir o fomentar el creixement de les cèl·lules. La via MAPK pot ser desencadenada per molts lligands, incloent hormones i factors de creixement. Alguns tipus de càncer de mama tenen una activitat MAPK molt alta, que no es troba ni tan sols en tumors de mama benignes. La sobreexpressió de la cinasa MAP en aquestes cèl·lules ajuda en la seva proliferació. Es coneixen com a càncers de mama dependents d'hormones, ja que l'activació de MAPK en aquests càncers està relacionada amb l'exposició a l'estradiol.